# Baldur (prénom)
Pour les articles homonymes, voir Baldur (homonymie).
Baldur est un prénom islandais dérivé du vieux norrois Baldr signifiant « Seigneur, Prince », et qui est aussi le nom d'un dieu de la mythologie nordique : Baldr (Baldur en islandais). Ce prénom se rencontre également dans les pays germanophones. 
Le prénom Baldur est à l'origine du patronyme islandais Baldursson signifiant « Fils de Baldur ».

## Personnes portant ce prénom
- Pour l'ensemble des articles sur les personnes portant ce prénom, consulter :
  - la liste des articles dont le titre commence par ce prénom
  - les listes produites par Wikidata : Liste des personnes de prénom « Baldur » — même liste en incluant les éventuels prénoms composés qui contiennent « Baldur ».

Ce prénom est notamment porté par : 
- Baldur Hönlinger (en) (1905–1990), joueur d'échecs autrichien ;
- Baldur Möller (en) (1914–1999), joueur d'échecs islandais ;
- Baldur Preiml (1939–), sauteur à ski autrichien ;
- Baldur Ragnarsson (1930–2018), poète, écrivain et espérantiste islandais ;
- Baldur R. Stefansson (en) (1917–2002), agronome canadien d'origine islandaise ;
- Baldur von Schirach (1907–1974), nazi allemand, chef des Jeunesses hitlériennes et gauleiter de Vienne.